# برندواچ
برندواچ (به انگلیسی: Brandwatch) یک شرکت هوش مشتری دیجیتال مستقر در برایتون، انگلستان است. از جملهٔ محصولات این شرکت می‌توان به تحقیقات بازاریابی اشاره کرد که یک «نرم‌افزار خدمت به خود» یا نرم‌افزار به عنوان یک سرویس است. این نرم‌افزار داده‌های رسانه‌های اجتماعی را بایگانی کرده و آن‌ها را برای فراهم کردن اطلاعات و ملزومات ردیابی بخش‌های به‌خصوصی از مخاطبان و جهت تجزیه و تحلیل میزان نفوذ نشان تجاری در فضای مجازی، در اختبار شرکت‌ها قرار می‌دهد. برندواچ برای جمع‌آوری اطلاعات، به بیش از ۸۰ میلیون منبع مختلف دسترسی دارد.
برندواتچ به قیمت ۴۵۰ میلیون دلار به شرکت سیژن در سال ۲۰۲۱ فروخته شد.